# Istanbul (Morrissey)
Istanbul è un brano del cantante inglese Morrissey.
Secondo singolo tratto dall'album World Peace Is None of Your Business, Istanbul viene pubblicato in versione download digitale il 20 maggio del 2014 dalla Harvest/Capitol. Il brano compare anche come b-side sulla versione 10" di World Peace Is None of Your Business.

## Realizzazione
Scritto assieme al chitarrista Boz Boorer, il brano è stato registrato in Francia, negli studi La Fabrique di Saint-Rémy-de-Provence, nel febbraio 2014 e con l'ausilio della band che solitamente accompagna Morrissey nei concerti dal vivo.
Il brano è stato prodotto da Joe Chiccarelli che ha dichiarato che, nel brano, "Morrissey ha voluto evocare la sensazione delle strade frenetiche e caotiche della città di Istanbul, utilizzando una cigar box guitar, una lap steel guitar, un complicato ritmo di batteria, un vero gong, delle percussioni, oltre che dei campionamenti di voci registrate per le strade della città, dal chitarrista Jesse Tobias."

## Artwork e video
La foto di Morrissey in copertina è stata realizzata da Jake Walters. L'immagine ritrae Morrissey vestito con una t-shirt bianca e dei jeans, assieme ad un cane e davanti ad un muro su cui è impresso il titolo del brano. Nel video promozionale, diretto da Natalie Johns,  pubblicato il 20 maggio del 2014, esegue la canzone in versione spoken word.

## Tracce
1. Istanbul – 4:40

## Formazione
- Morrissey – voce
- Solomon Walker - basso
- Boz Boorer - chitarra
- Jesse Tobias - chitarra
- Matt Walker - batteria
- Gustavo Manzur - tastiera